# Cubophis
Genre
Cubophis est un genre de serpents de la famille des Dipsadidae.

## Répartition
Les six espèces de ce genre sont endémiques des Antilles.

## Liste des espèces
Selon The Reptile Database (26 mars 2015) :
- Cubophis brooksi (Barbour, 1914)
- Cubophis cantherigerus (Bibron, 1843)
- Cubophis caymanus (Garman, 1887)
- Cubophis fuscicauda (Garman, 1888)
- Cubophis ruttyi (Grant, 1941)
- Cubophis vudii (Cope, 1862)

## Étymologie
Le nom de ce genre est dérivé de Cub[a], en référence à la distribution des espèces de ce genre, et du mot grec ophis, le serpent.

## Publication originale
- Hedges, Couloux & Vidal, 2009 : Molecular phylogeny, classification, and biogeography of West Indian racer snakes of the Tribe Alsophiini (Squamata, Dipsadidae, Xenodontinae). Zootaxa, no 2067, p. 1–28 (texte intégral).